# معهد

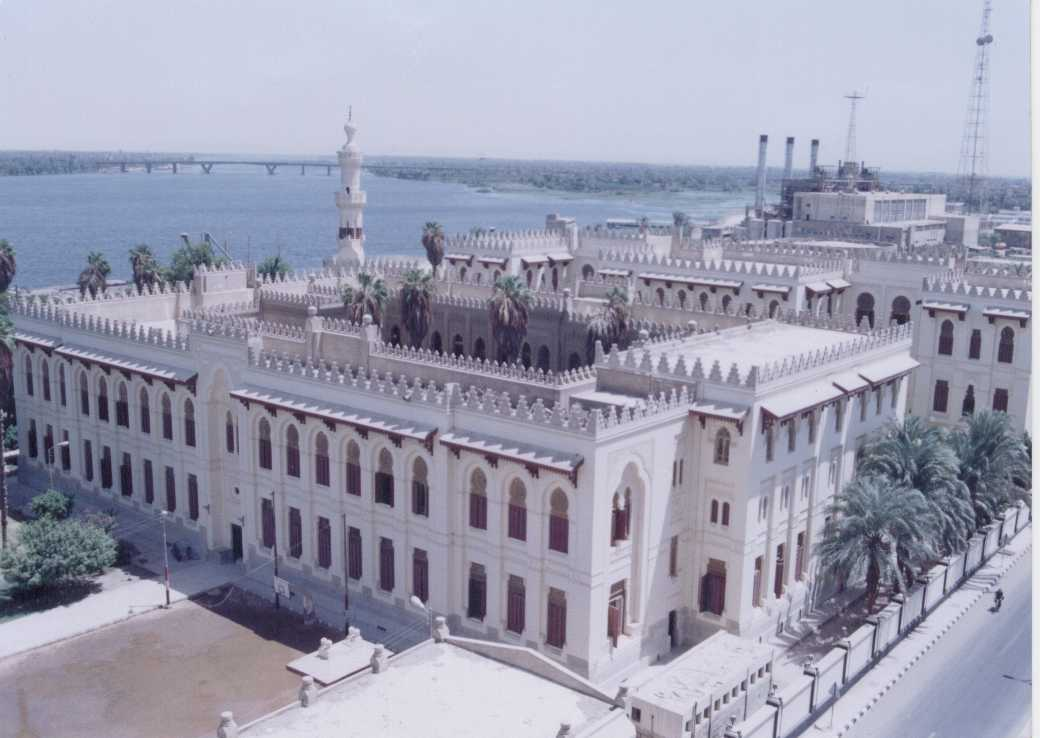
المعهد الديني الأزهري - أسيوط

المعهد هو منظمة دائمة التي أنشئت لغرض معين. وتكون عادة مؤسسة بحثية. على سبيل المثال معهد باستور.
كما يمكن أن تكون المعاهد في بعض البلدان جزءاً من الجامعة أو أي مؤسسة للتعليم العالي، وإما مجموعة من المؤسسات الأكاديمية أو مؤسسة تعليمية حرة كمعهد الفنون الجميلة ومعهد اللغات.